# Musca iliaca
Musca iliaca är en tvåvingeart som först beskrevs av Julius Theodor Christian Ratzeburg 1840.  Musca iliaca ingår i släktet Musca och familjen parasitflugor.
Artens utbredningsområde är Tyskland. Inga underarter finns listade i Catalogue of Life.